# Ruth St. Denis

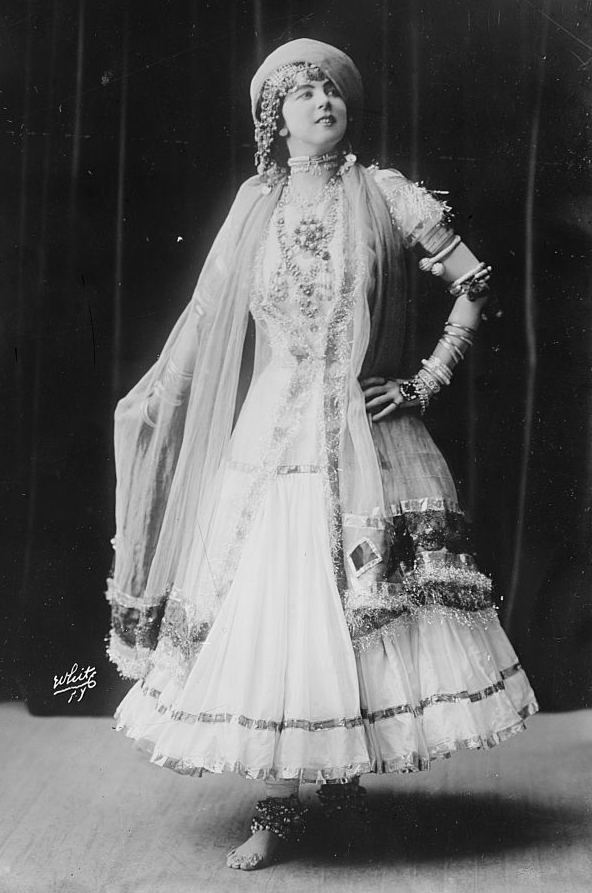
Ruth Saint Denis

Ruth Saint Denis, egentligen Ruth Dennis, född 20 januari 1879 på en bondgård i New Jersey i USA, död 21 juli 1968, var en amerikansk dansös. Redan i unga år började hon utbilda sig inom dans och hade stort stöd hemifrån. Hennes uppväxtmiljö präglades av faderns vetenskapliga intresse och moderns mystiska läggning. Båda dessa faktorer kom att påverka hennes dans. Hon var en av pionjärerna inom modern dans.
Ruth Saint Denis utbildade sig inom balett, teknikdans och kjoldans. Hennes karriär tog fart år 1892 i New York, då hon bara var tretton år gammal. Då arbetade hon som både kjoldansare och bendansare. År 1898 upptäckte Broadwayregissören och -producenten David Belasco henne. Han hyrde in henne i sitt danskompani som extradansare. Det var Belasco som gav Ruth artistnamnet St. Denis, som senare blev hennes tilltalsnamn. Hennes största inspirationskällor var Japan, Egypten, Indien och andra österländska kulturer. År 1905 lämnade hon Belascos företag och inledde solokarriär. 
St. Denis slog igenom stort under en europaturné 1906–1909.
Tillsammans med sin make Ted Shawn grundade hon dansskolan The Denishawn Company 1915.
1939 kom St. Denis självbiografi, An Unfinished Life, ut.